# Portoria
Les portoria (pluriel latin de portorium, dérivé de portus, port). sont dans la Rome antique  les perceptions faites au titre des droits de port, des droits de douane ou de péage.